# ألاستير مكدونالد
ألاستير مكدونالد (بالإنجليزية: Alastair McDonald)‏ هو عازف بانجو بريطاني، ولد في 28 أكتوبر 1941.

## وصلات خارجية
- ألاستير مكدونالد على موقع ميوزك برينز (الإنجليزية)
- ألاستير مكدونالد على موقع ديسكوغز (الإنجليزية)